# Bello, onesto, emigrato Australia sposerebbe compaesana illibata
Bello, onesto, emigrato Australia sposerebbe compaesana illibata (conocida en español como Novia por correo) es una película de comedia a la italiana de 1971, dirigida por Luigi Zampa, y protagonizada por Alberto Sordi y Claudia Cardinale. Esta última ganaría el premio David de Donatello por su interpretación.

## Argumento
Amadeo (Alberto Sordi) es un inmigrante italiano que vive en Australia hace más de veinte años, y desea casarse con una mujer de su patria. Envía cartas a una agencia italiana, pero decide usar una foto antigua en la que aparece junto a unos amigos, para disimular su estado. Inmediatamente recibe respuesta de Carmela (Claudia Cardinale), una prostituta  analfabeta que decide casarse con Amadeo para escapar de su abusivo proxeneta. Cuando ella decide ir a Australia a conocerlo, Amadeo va al aeropuerto a recibirla, pero ella cree que se trata de un amigo, y no del verdadero Amadeo.

## Reparto
- Alberto Sordi: Amedeo Battipaglia
- Claudia Cardinale: Carmela
- Riccardo Garrone: Giuseppe Bartoni
- Corrado Olmi: Padre Anselmo
- Angelo Infanti: proxeneta de Carmela en Roma
- Tano Cimarosa: amigo Amedeo
- Marisa Carisi: Rosalba